# Rata Lovell-Smith
Rata Alice Lovell-Smith (* 24. Dezember 1894 in Christchurch, Neuseeland; † 28. September 1969 in Christchurch, Neuseeland) war eine neuseeländische Lehrerin, Kunstlehrerin und Malerin.

## Frühes Leben
Rata Alice Bird wurde am 24. Dezember 1894 als älteste Tochter der Eheleute Alice Emily Cox und dem Ingenieur Alfred Louis Bird in Christchurch geboren. Über ihre Kindheit ist nichts bekannt. Rata besuchte die Christchurch Girls’ High School, das Christchurch Training College und studierte anschließend von 1911 bis 1912 an der Canterbury College School of Art, wo sie Zeichenkurse belegte.

## Arbeit als Lehrerin und Kunststudium
Rata arbeitete zunächst als Lehrerin an einer Grundschule, nahm aber ihr Kunststudium in Teilzeit 1917 an der Canterbury College School of Art wieder auf. Sie wurde Schülerin von Leonard Booth und Richard Wallwork und blieb an der Kunstschule bis 1923. Sie gehörte zu den Frauen, die ihre Unabhängigkeit in der Kunst bewahrten. Sie nutze ihre Möglichkeit, neben dem Lehren als Künstlerin zu arbeiten.

## Ehe
Am 8. Februar 1922 heiratete sie in Christchurch Colin Lovell-Smith, den sie in der Canterbury College School of Art kennen gelernt hatte. Aus der Ehe gingen zwei Söhne hervor.

## Arbeit als Künstlerin
Auch nach der Geburt ihrer Kinder widmete sich Rata weiterhin der Malerei und ging mit ihrem Mann neben der persönlichen Beziehung auch eine beruflich geprägte ein. Sie malten gemeinsam, stellten gemeinsam ihre Werke aus und teilten sich die Verantwortung für den Unterhalt der Familie. Ab Mitte der 1920er Jahre ging Rata zusammen mit ihrem Mann regelmäßig auf Malerexpeditionen ins Hinterland westlich von Christchurch. Dabei entwickelten sie eine eigene Bildsprache, die sich auf die typischen Siedlungsspuren der Region und ihrer Merkmale konzentrierte. Ihre Landschaftsbilder wurden für ihre scharfen Kontraste und dem Fehlen feiner Abstufungen gelobt. Ratas Gemälde wie „Hawkins“ aus dem Jahr 1933 und „Bridge, Mt Cook Road“ aus dem Jahr 1934 soll auch spätere Künstler beeinflusst haben, worunter Rita Angus und William Sutton als Beispiel zu nennen wären. Ab 1935 wandte sich Rata dem Malen von Blumenstillleben zu.
Wie viele Künstler, musste sich Rata zusammen mit ihrem Mann neben der Malerei auch über Lehrtätigkeiten ihren Lebensunterhalt verdienen. So arbeitete sie ab 1926 als Lehrerin an der Kunstschule und wurde auch vorübergehend als Lehrerin in Teilzeit für Englisch und Mathematik für die unteren Klassen eingestellt. Ihr Mann hingegen erhielt an der Kunstschule ab 1927 eine Festanstellung, machte dort eine Karriere und war von 1947 bis 1960 Direktor der Schule.
Ab 1921 zählte Rata zusammen mit ihrem Mann zu den aktive Mitgliedern der Canterbury Society of Arts und waren in Ausstellungen der wichtigsten Kunstvereinen des Landes mit ihren Gemälden vertreten. Auch auf der National Centennial Exhibition of New Zealand Art stellten sie 1940 gemeinsam aus. Rata bevorzugte des Weiteren die New Zealand Society of Artists, wo sie 1933 und 1944 mit ihren Werken vertreten war und The Group, einer Vereinigung von Künstlern, die für einen experimentellen und modernen Ansatz in der Kunst bekannt war. Dort war sie regelmäßig von 1935 bis 1964 vertreten.
In den Jahren 1949 bis 1950 unternahm Rata mit ihrem Mann eine kurze Studienreise nach England und auf den Kontinent. Nachdem ihr Mann nach einer Erkrankung an Lungenkrebs am 10. Juni 1960 in Christchurch verstorben war, konvertierte Rata noch im selben Jahr zum römisch-katholischen Glauben. In Bezug auf ihre Kunst blieb sie den Stillleben und dem Malen von Landschaften treu und malte auch australische Szenen bei Besuchen von Freunden in Queensland in den Jahren 1961 und 1963.
Rata Alice Lovell-Smith verstarb am 28. September 1969 im Alter von 74 Jahren in Christchurch.

## Ehrungen
- 1939 – Bledisloe-Medaille für Landschaftsmalerei[1]